# Pirgula
Pirgula is een geslacht van vlinders van de familie spinneruilen (Erebidae), uit de onderfamilie Lymantriinae.

## Soorten
- P. atrinotata (Butler, 1897)
- P. delicata Griveaud, 1973
- P. delosema Collenette, 1953
- P. gracillima Holland, 1893
- P. jordani (Hering, 1926)
- P. melanoma Collenette, 1936
- P. monopunctata Griveaud, 1973
- P. octoguttata Tessmann, 1921
- P. polylopha Collenette, 1959
- P. quinquepunctata Wichgraf, 1921
- P. sexpunctata Griveaud, 1973
- P. stictogonia Collenette, 1936